# Jordbrugsredskaber
Jordbrugsredskaber er redskaber, der specielt er beregnet til jordbrug. Disse redskaber kan have et generelt sigte i forbindelse med jordbrug eller være målrettet landbrug, skovbrug eller gartneri. Ofte benyttes de til det samme formål som jordbrugsmaskiner.

## Redskaber
- Rive
- Le
- Segl
- Greb
- skovl
- Kost